# Hidreto de alumínio e lítio
O hidreto de alumínio e lítio Li(AlH4), abreviado como LAH, também chamado de hidreto de lítio e alumínio ou de tetrahidroaluminato de lítio é um hidreto complexo usado como aditivo de alta energia nos propelentes de foguetes., e um agente redutor empregado na síntese de compostos orgânicos.

## Preparação
LAH é usualmente produzido na indústria por primeiramente produção do hidreto de alumínio e sódio por reação entre os respectivos elementos:
Na + 2 H2 + Al→ NaAlH4
sob alta pressão e temperatura. LAH é então preparado por eliminação do sal de acordo com:
NaAlH4 + LiCl → LiAlH4 + NaCl
Em laboratório é facilmente obtível por reação entre hidreto de lítio (LiH) e cloreto de alumínio (AlCl3)
4 LiH + AlCl3 → LiAlH4 + 3 LiCl
com processo com um alto rendimento de LAH (97% p/p). LiCl (cloreto de lítio) é removido por filtração de uma solução éterea de LAH, com subsequente precipitação de LAH rendendo um produto com aproximadamente 1% p/p de LiCl.